# Balka Gruzskaya
Balka Gruzskaya (del ruso: Балка Грузская) es un jútor del raión de Novopokróvskaya del krai de Krasnodar, en Rusia. Está situado 12 km al suroeste de Novopokróvskaya y 142 km al nordeste de Krasnodar, la capital del krai. Tenía unos 108 habitantes en 2010, de los cuales la mayoría son de etnia rusa, con una minoría significativa de etnia ucraniana y etnia mari.
Pertenece al municipio Kalnibolotskoye.

## Historia
Fue fundada en 1930.